# Dubový vŕšok
Dubový vŕšok je zrušená přírodní rezervace, která se nacházela v katastrálním území obce Nová Lehota v okrese Nové Mesto nad Váhom v Trenčínském kraji na Slovensku. Území bylo vyhlášeno v roce 1993 a jeho rozloha byla 6,24 hektaru. Předmětem ochrany byl fragment acidofilní doubravy na krystaliniku Považského Inovce. Chráněné území bylo k 1. lednu 2020 zrušeno kvůli absenci přírodních hodnot.